# Paul Bodmer
Paul Bodmer (* 18. August 1886 in Wiedikon; † 19. Dezember 1983 in Zürich) war ein Schweizer Bühnen- und Wandmaler der Moderne.

## Werdegang
Bodmer wurde als der mittlere von drei Knaben geboren und wuchs in gutbürgerlicher Umgebung auf. Seine Eltern besassen eine Kleiderfabrik. Wenn es nach dem Wunsch der Eltern gegangen wäre, hätte Paul Pfarrer werden sollen und besuchte deshalb die damalige Industrieschule, heute die Kantonsschule Rämibühl.
Inspiriert durch das Zuschauen der Arbeit der Theatermaler im Velodrom Sihlhölzli, brachte er die Eltern dazu, ihn bei Albert Isler eine Lehre als Theatermaler machen zu lassen, wo er die Maler Reinhold Kündig, Paul Haldimann und Jakob Gubler kennenlernte.
Nach der Lehre zog er mit Kündig und Hermann Huber nach Deutschland, wo alle drei in mehreren Städten als Kulissenmaler arbeiteten. Nach ein paar Jahren kehrte Bodmer in die Schweiz zurück und liess sich im abgelegenen Dorf Sternenberg im Zürcher Oberland nieder, wo er als seltsamer Aussenseiter geduldet wurde. Als freier Maler lebte er von der Hand in den Mund. Unterstützt wurde er von den Bauern, die ihm Essensreste zukommen liessen. Hin und wieder brachte er seine Bilder nach Zürich in Galerien, die ihm seine Werke für einen Spottpreis abkauften. Nachdem er an einer Ausstellung einige Bilder verkaufen konnte, stieg auch sein Ansehen im Dorf.
In Sternenberg lernte er auch seine zukünftige Frau Emma Rauch kennen, die im Weiler Orn am Bachtel an einer Achtklassenschule unterrichtete. Wie Bodmer stammte sie auch aus Wiedikon. Nach der Hochzeit im Jahr 1915 zog das Paar nach Oetwil am See in ein altes Bauernhaus, den späteren Wohnsitz der Malerin Helen Dahm. Bodmer erhielt 1917 eine Stelle als Lehrer für dekoratives Malen an der Kunstgewerbeschule Zürich, wo er bis 1921 tätig war. Obwohl er an und für sich gerne unterrichtete, empfand er die Lehrertätigkeit als lästigen Unterbruch seines Schaffens. 1916 kam sein erster Sohn, 1917 die einzige Tochter zur Welt, zwei weitere Söhne folgten 1921 und 1925.
Da ihm der Weg in die Stadt mit der Zeit zu weit wurde, suchte das Paar mit seinen drei Kindern einen neuen Wohnsitz und fand ihn 1922 im damals noch kaum bebauten bäuerlichen Zollikerberg. Der Start in einem von sechs für Künstler entworfenen Hauses war mühsam; aber dank der Unterstützung der Familie Heer in der benachbarten Trichtenhauser Mühle konnte die Familie im Zollikerberg Fuss fassen. Durch den Auftrag, die Fresken im Kreuzgang des Fraumünsters zu malen (1924–1934), wurde Bodmer endlich seiner finanziellen Sorgen enthoben.
Der Autodidakt Bodmer blieb bis zu seinem Tod künstlerisch tätig. Sein Wissen erwarb er sich durch das Studium der Bilder der alten Meister und Studienaufenthalte vor allem in Italien.

## Werke
Bodmer wirkte seit 1910 in der Schweiz, wo er als freier Maler an den Kreis um Otto Meyer-Amden Anschluss fand. Bekannt wurde er vor allem für seine Wandbilder und Fresken. Mehrere Bilder erregten öffentlichen Aufruhr: Die nackten Figuren in Paul Bodmers Wandmalereien im 1914 eröffneten Universitätsgebäude seien der bildsamen Jugend nicht zumutbar, hiess es. und mussten wieder übermalt werden, so seine abstrakten Bilder im Zoologischen Institut der Universität Zürich und im Schulhaus Letten oder die grossen Mosaike im städtischen Verwaltungsgebäude Walche. Heute noch zu sehen sind seine Fresken im Kreuzgang des Fraumünsters, die er 1924 bis 1934 schuf. Sie zeigen die Legenden um die Gründung der Fraumünsterabtei.
1937 schuf Bodmer ein Fresko mit schwebenden Engeln in der kurz zuvor gebauten Neuen Kirche Wollishofen, 1939 das riesige Wandbild «O mein Heimatland, o mein Vaterland» am Aufgang zur Höhenstrasse an der Landi 39 in Zürich. 1948 entstand ein Wandbild in der Steigkirche in Schaffhausen.
Im Gemeindehaus von Zollikon bemalte Bodmer 1941–1945 die Wände des Sitzungssaales mit Fresken. Ein Teil zeigt die Zolliker Wehrpflichtigen, die sich 1476 vor der Schlacht bei Murten in Zollikon besammeln, der andere Teil zeigt die Schenkung eines Zolliker Rebberges an Mechthild, die Äbtissin des Fraumünsters im Jahr 1145.
Durch seine Bilder leistete Bodmer einen wichtigen Beitrag zur Erneuerung der reformierten religiösen Malerei in der Schweiz. 1947 erhielt er den Kunstpreis der Stadt Zürich.
2017 kam der Teilnachlass von Paul Bodmer als Schenkung der Zentralbibliothek Zürich zu SIK-ISEA.

## Bilder

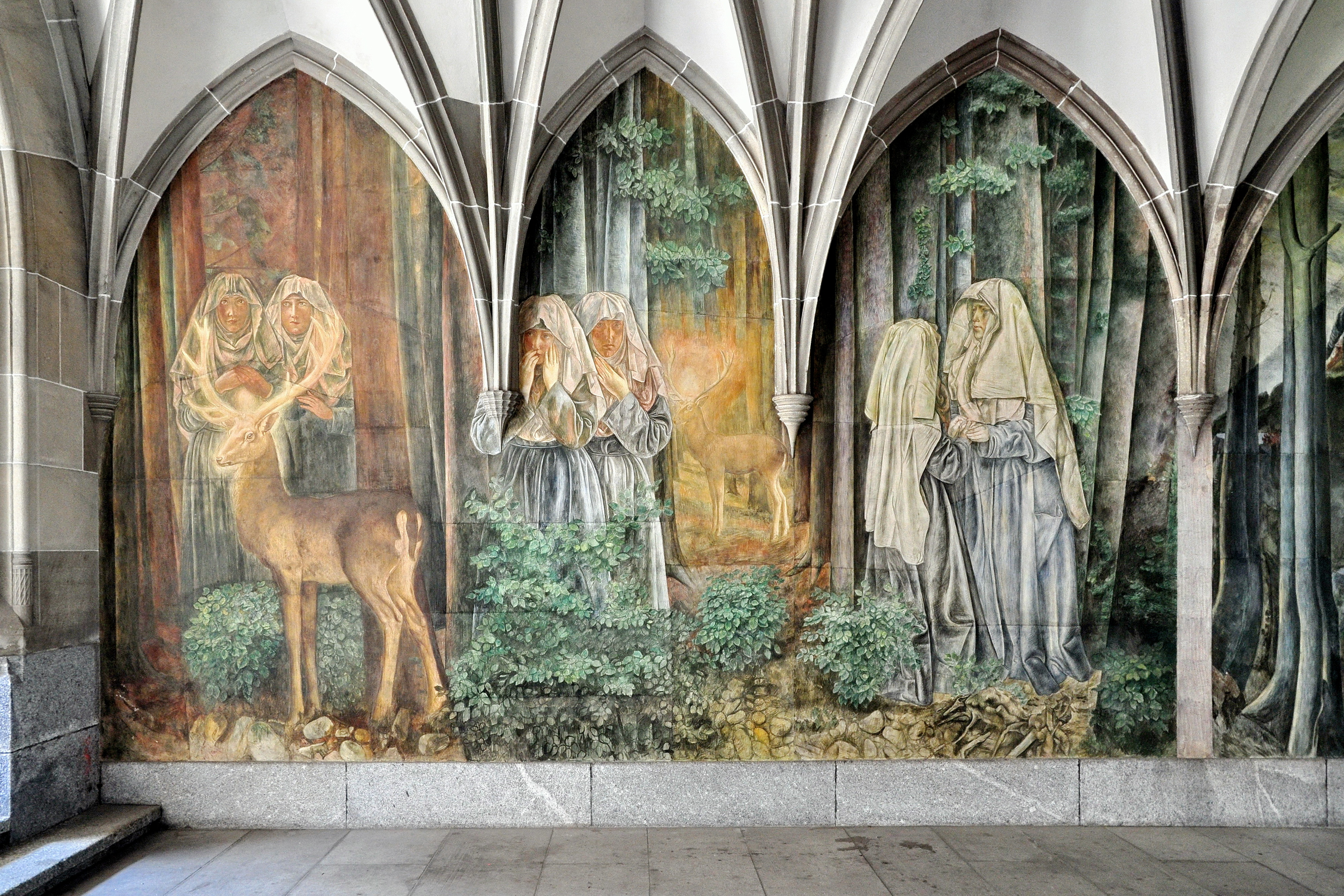
Fresken von Paul Bodmer im Kreuzgang des Fraumünsters in Zürich
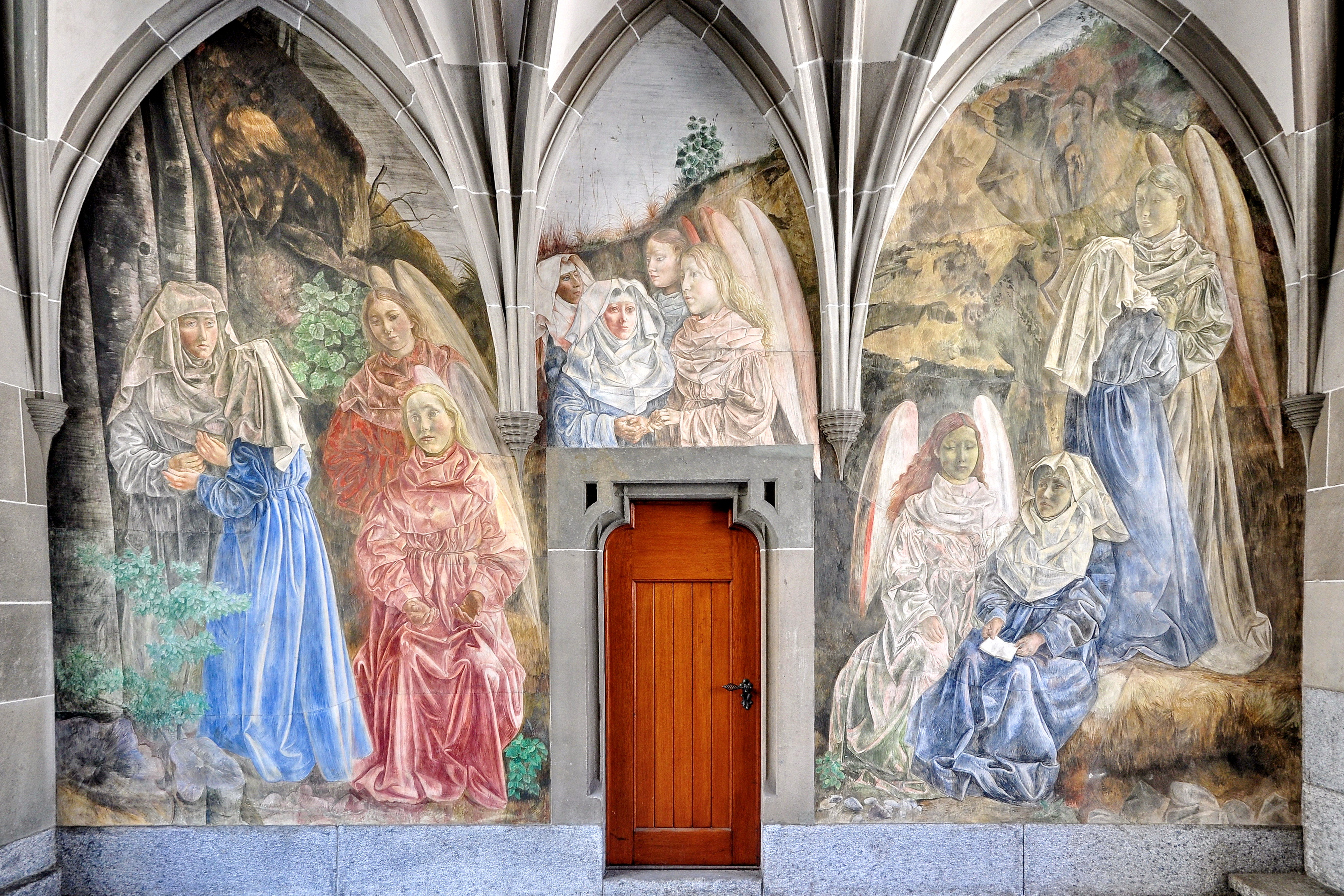
Fresken im Fraumünsterkreuzgang
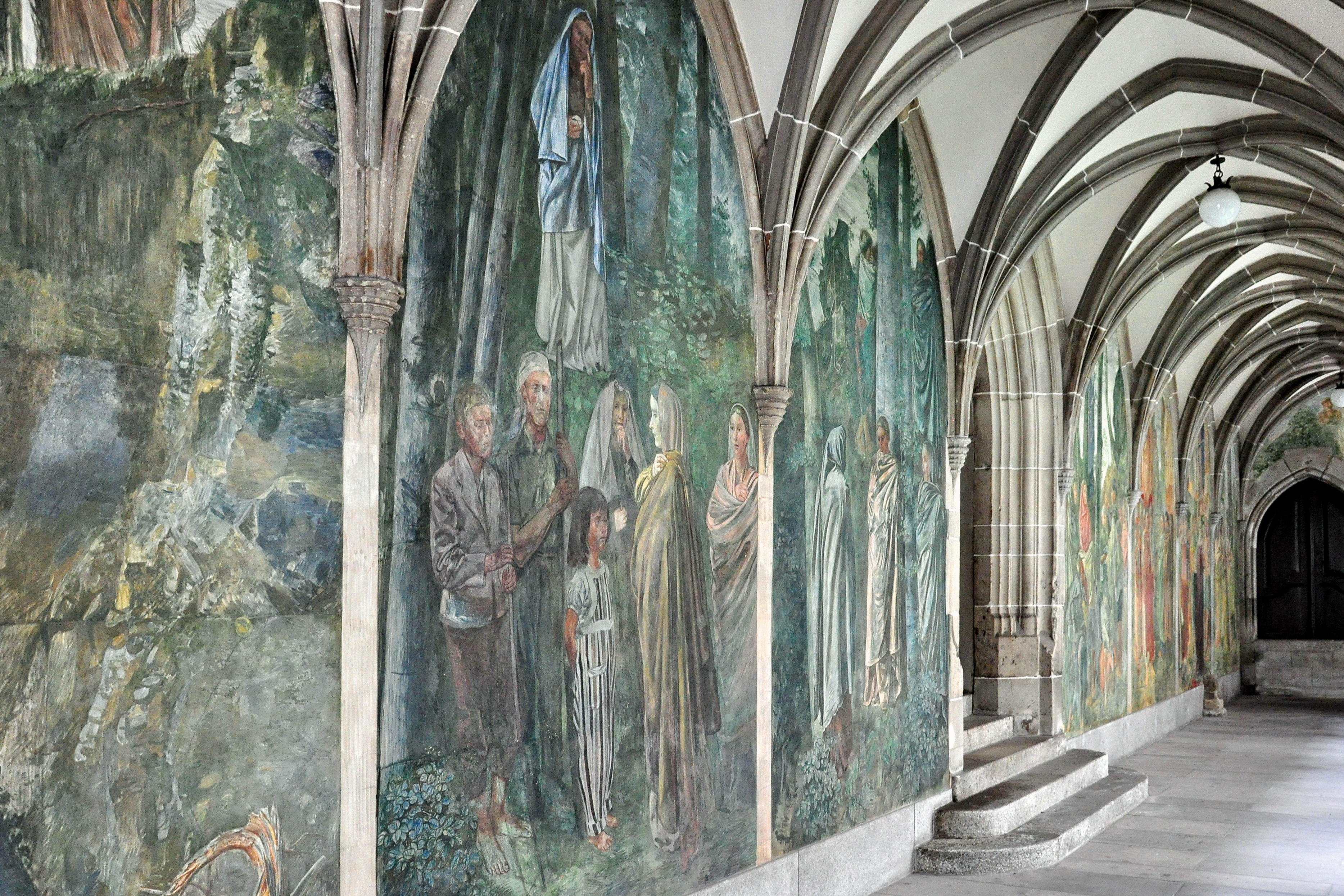
Fresken im Fraumünsterkreuzgang
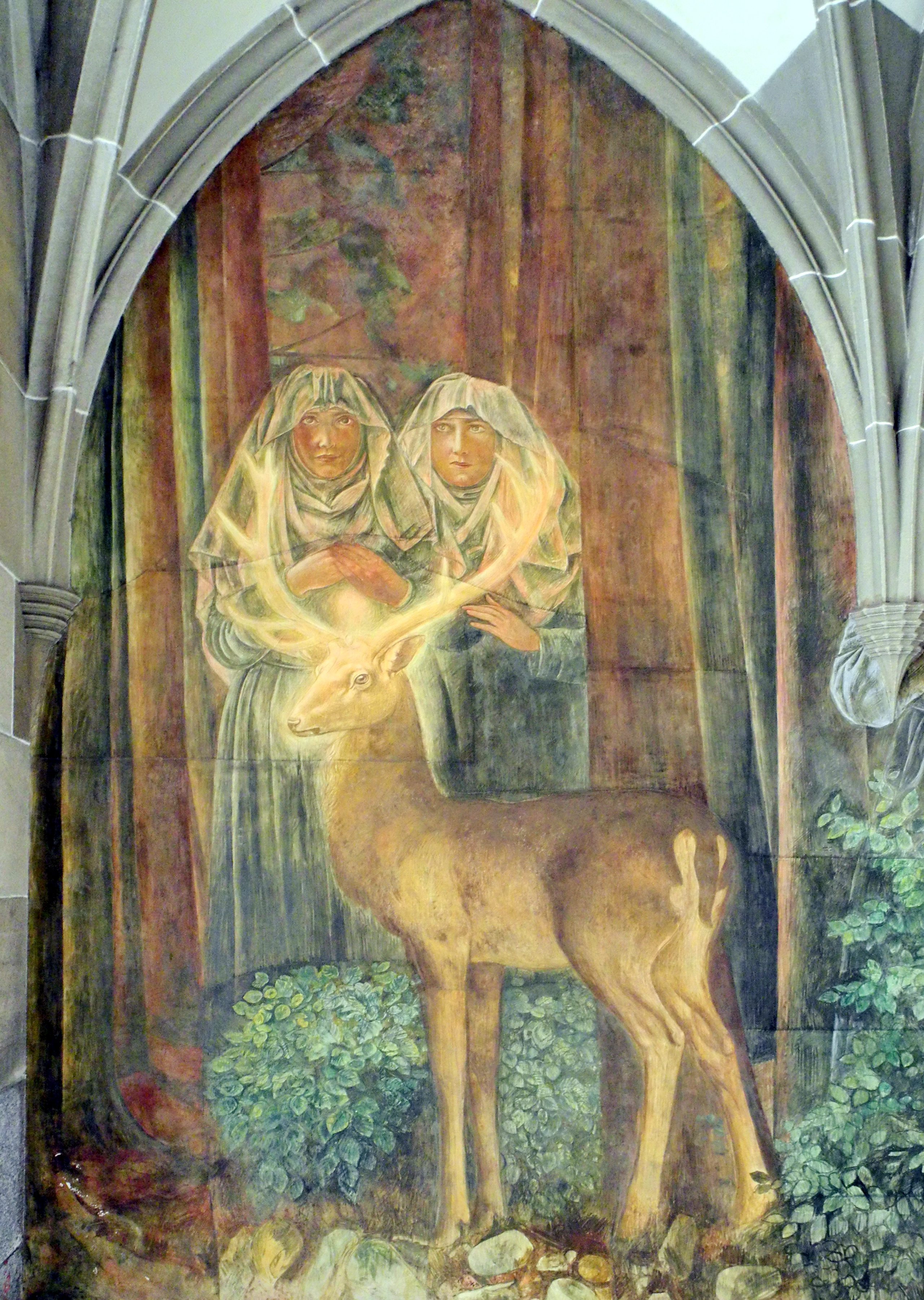
Der leuchtende Hirsch aus der Gründungslegende des Fraumünsters